# Caligodorus vandykei
Caligodorus vandykei är en skalbaggsart som beskrevs av Barret 1931. Caligodorus vandykei ingår i släktet Caligodorus och familjen Aphodiidae. Inga underarter finns listade.